# Peter H. Dominick
Peter Hoyt Dominick, né le 7 juillet 1915 et mort le 18 mars 1981 est un diplomate, homme politique et avocat américain du Colorado. Membre du parti républicain, il siège au Sénat des États-Unis de 1963 à 1975. Son oncle, Howard Alexander Smith (en), a été sénateur américain du New Jersey de 1944 à 1959.

## Jeunesse
Né à Stamford, dans le Connecticut, le 7 juillet 1915, Dominick est diplômé de la St. Mark's School en 1933, de l'université de Yale en 1937 en tant que membre de Scroll and Key, et de la faculté de droit de Yale en 1940. Il pratique le droit à New York au sein du cabinet d'avocats Carter, Ledyard and Milburn de 1940 à 1942. Dominick rejoint ensuite le corps aérien de l'armée américaine en tant que cadet de l'aviation au début des combats américains dans la Seconde Guerre mondiale. Il sert jusqu'à sa séparation du service militaire en 1945, en tant que capitaine. Il reprend brièvement sa pratique du droit à New York en 1946, avant de déménager la même année à Denver, dans le Colorado, où il continue à pratiquer le droit, devenant finalement un associé fondateur du cabinet d'avocats Holland & Hart,.

## Carrière
Dominick entre en politique lorsqu'il est élu en tant que républicain à la Chambre des représentants du Colorado, où il siège de 1957 à 1961. En 1960, il se présente avec succès à la Chambre des représentants des États-Unis, battant le démocrate sortant Byron L. Johnson (en), et abandonne sa carrière d'avocat en 1961. Après un seul mandat à la Chambre des représentants, Dominick est élu au Sénat des États-Unis, battant le démocrate sortant John A. Carroll (en) par 53,6 % contre 45,6 %. Il est réélu en 1968 face à Stephen McNichols (en), ancien gouverneur du Colorado, par 58,6 % contre 41,5 %. Dominick vote en faveur des Civil Rights Act de 1964 et 1968, ainsi que du Voting Rights Act de 1965 et de la confirmation de Thurgood Marshall à la Cour suprême des États-Unis. Dominick est également un partisan des grands litiges environnementaux, soutenant la promulgation du Wilderness Act en 1964, de la loi nationale sur l'environnement en 1969, du Clean Air Act de 1970, du Clean Water Act de 1972 et du Endangered Species Act de 1973.
Le sénateur Dominick est président du National Republican Senatorial Committee au 92e Congrès de 1971 à 1973. Lors d'une bonne année électorale pour les démocrates, Dominick est battu pour un troisième mandat en 1974 par Gary Hart, 57,2 % contre 39,5 %. Dominick souffre alors de sclérose en plaques. Après avoir quitté le Sénat à la fin de son mandat en 1975, il est nommé ambassadeur en Suisse par le président Gerald Ford, mais n'y reste que peu de temps. Il réside à Cherry Hills Village, dans le Colorado, jusqu'à son décès à Hobe Sound, en Floride, le 18 mars 1981. Le corps du sénateur Dominick est enterré au cimetière de Fairmount, à Denver.

## Journal de guerre
Déjà un pilote compétent, Peter Dominick s'est engagé dans l'US Air Corp. le 9 décembre 1941. À l'insu de sa famille, Dominick tient un journal méticuleux de l'ensemble de son service pendant la guerre. Ce journal, qui relate ses vols au-dessus de l'Himalaya, ou ce que les pilotes appelaient « The Hump » ou « The Aluminum Trail, est découvert par ses enfants et publié par son plus jeune fils, Alexander Dominick, en 2018.